# 1987 Kaplan
1987 Kaplan (1952 RH) là một tiểu hành tinh vành đai chính được phát hiện ngày 11 tháng 9 năm 1952 bởi P. F. Shajn ở Simeis.